# Cincinnati Reds
Cincinnati Reds är en professionell basebollklubb i Cincinnati i Ohio i USA som spelar i National League, en av de två ligorna i Major League Baseball (MLB). Klubbens hemmaarena är Great American Ball Park.

## Historia
Klubben grundades 1881 under namnet Cincinnati Red Stockings, men spelade då inte i någon liga utan åkte omkring och spelade uppvisningsmatcher. Året efter gick klubben med i den nybildade American Association, som var en liga som utmanade National League och som i dag anses ha varit en major league. Klubben blev mästare under ligans första säsong 1882.
Klubben gick 1890 över till National League och förkortade samtidigt namnet till Cincinnati Reds. Under en period på 1950-talet ändrades namnet till Cincinnati Redlegs för att inte klubben skulle förknippas med kommunismen.
Klubben har vunnit World Series fem gånger, 1919, 1940, 1975–1976 och 1990.
Under de framgångsrika åren på 1970-talet kallades klubben ofta för The Big Red Machine, under ledning av tränaren Sparky Anderson. En av de mest framträdande spelarna i Reds var Pete Rose, som dock är utesluten från allt vad baseboll heter på grund av en spelskandal.
Den 20 april 2012 vann klubben sin 10 000:e match. Klubben blev därmed den sjätte i MLB att nå denna magiska gräns.

## Hemmaarena
Hemmaarena är Great American Ball Park, invigd 2003. 1970–2002 spelade man i Riverfront Stadium (även kallad Cinergy Field) och 1912–1970 i Crosley Field. Dessförinnan spelade man i flera olika arenor under relativt kort tid i varje.

## Spelartrupp

### Aktiva
| Nr | Land        | Pos | Namn              |
| -- | ----------- | --- | ----------------- |
| 31 | USA         | P   | Mike Minor        |
| 38 | USA         | P   | Justin Dunn       |
| 40 | USA         | P   | Nick Lodolo       |
| 43 | Puerto Rico | P   | Alexis Díaz       |
| 46 | USA         | P   | Buck Farmer       |
| 51 | USA         | P   | Graham Ashcraft   |
| 52 | Colombia    | P   | Reiver Sanmartín  |
| 54 | USA         | P   | Hunter Strickland |
| 66 | USA         | P   | Joel Kuhnel       |
| 67 | USA         | P   | T.J. Zeuch        |
| 75 | USA         | P   | Ross Detwiler     |
| 79 | USA         | P   | Ian Gibaut        |
| 85 | Mexiko      | P   | Luis Cessa        |

| Nr | Land                    | Pos | Namn              |
| -- | ----------------------- | --- | ----------------- |
| 26 | USA                     | C   | Michael Papierski |
| 28 | USA                     | C   | Austin Romine     |
| 2  | Kuba                    | INF | José Barrero      |
| 4  | USA                     | INF | Matt Reynolds     |
| 6  | USA                     | INF | Jonathan India    |
| 7  | Colombia                | INF | Donovan Solano    |
| 17 | USA                     | INF | Kyle Farmer       |
| 19 | Kanada                  | INF | Joey Votto        |
| 35 | Mexiko                  | INF | Alejo López       |
| 3  | USA                     | OF  | Albert Almora Jr  |
| 15 | USA                     | OF  | Nick Senzel       |
| 27 | USA                     | OF  | Jake Fraley       |
| 44 | Dominikanska republiken | OF  | Aristides Aquino  |

### Skadade
| Nr | Land   | Pos | Namn               |
| -- | ------ | --- | ------------------ |
| 21 | USA    | P   | Hunter Greene      |
| 23 | USA    | P   | Jeff Hoffman       |
| 34 | USA    | P   | Justin Wilson      |
| 39 | USA    | P   | Lucas Sims         |
| 41 | Mexiko | P   | Daniel Duarte      |
| 53 | Kuba   | P   | Vladimir Gutiérrez |
| 64 | USA    | P   | Tony Santillan     |

| Nr | Land | Pos | Namn             |
| -- | ---- | --- | ---------------- |
| 70 | USA  | P   | Tejay Antone     |
| 71 | USA  | P   | Connor Overton   |
| 76 | USA  | P   | Robert Dugger    |
| 77 | USA  | P   | Art Warren       |
| 33 | USA  | C   | Aramis Garcia    |
| 37 | USA  | C   | Tyler Stephenson |
| 9  | USA  | INF | Mike Moustakas   |

## Fotogalleri

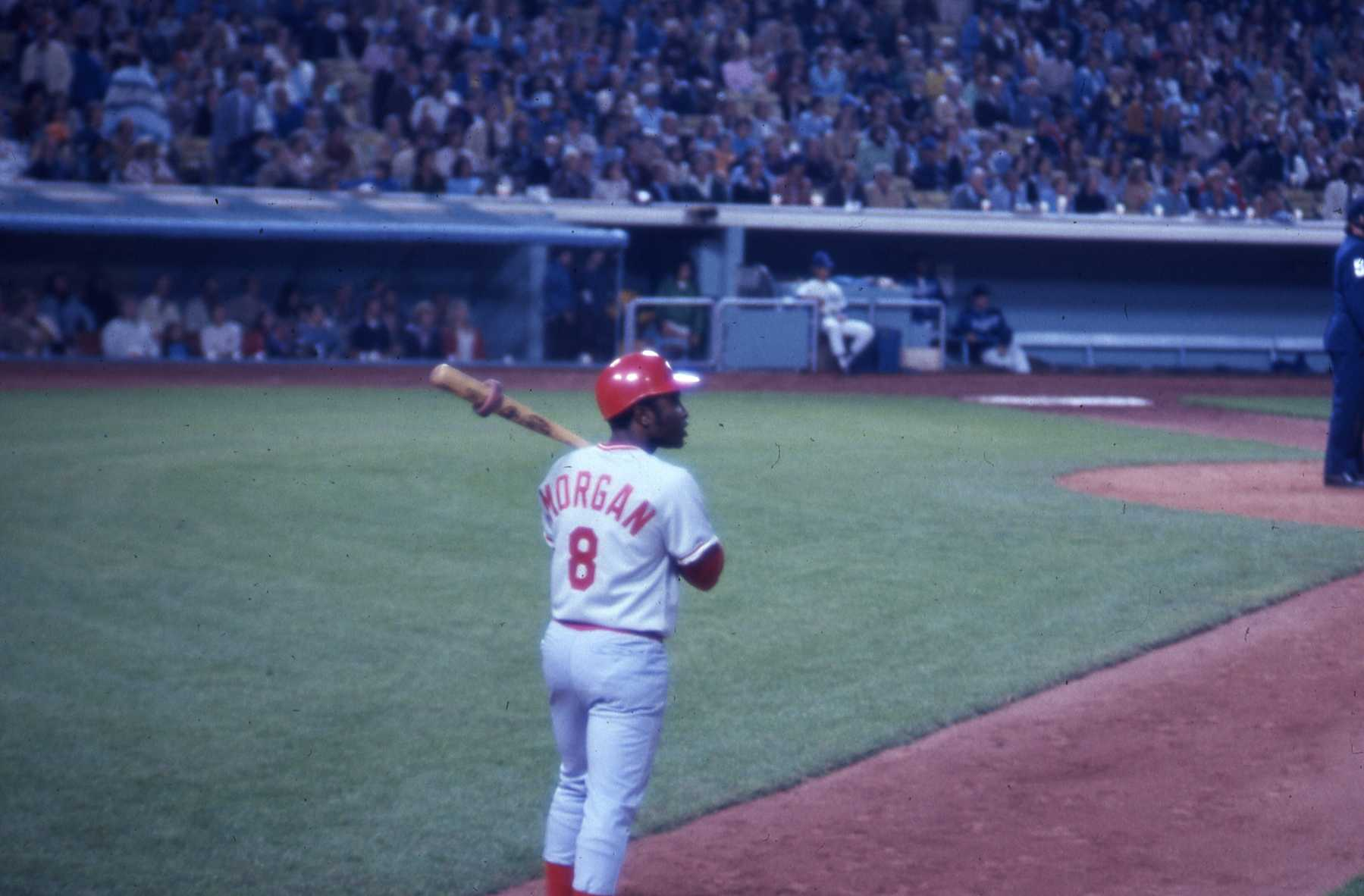
Joe Morgan.
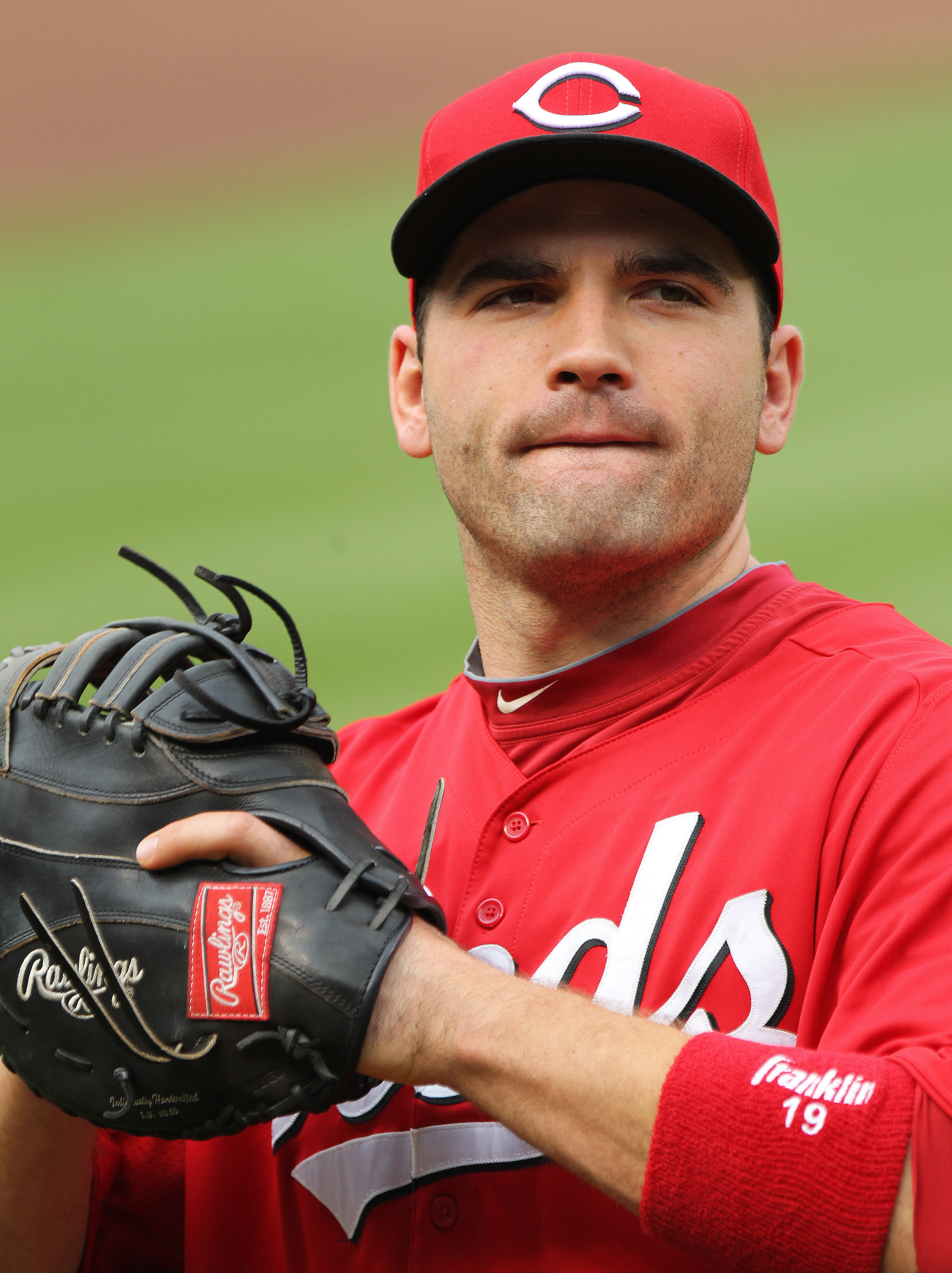
Joey Votto.
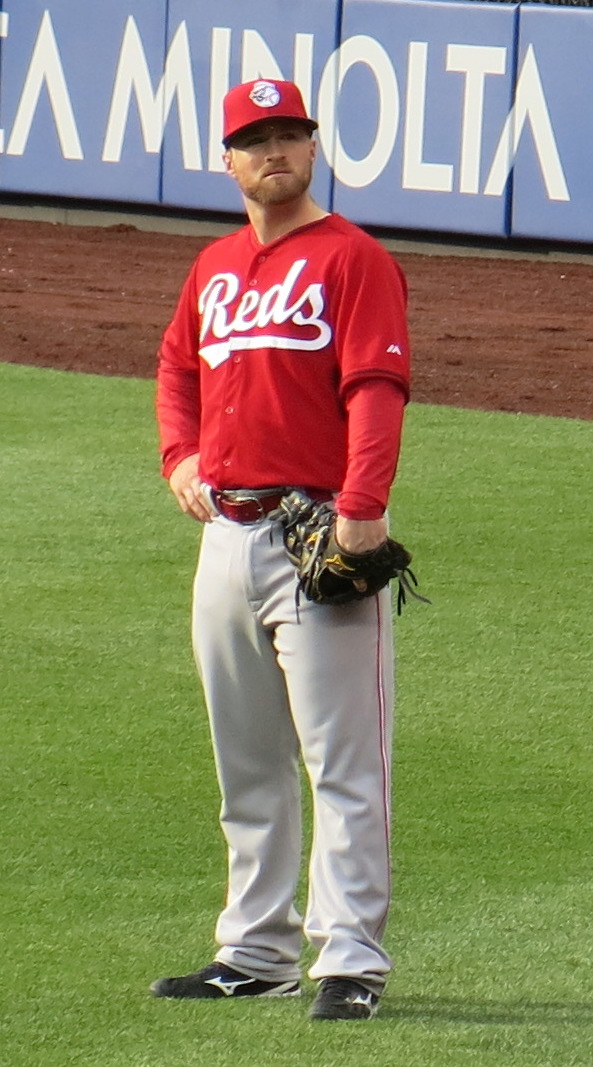
Tucker Barnhart.